# 三どしま
『三どしま』（さんどしま）は、1987年4月20日 - 6月5日にTBS系列「花王 愛の劇場」枠にて放送された日本の昼ドラマである。
本作より同枠の作品はVTR収録で統一されることとなった。

## キャスト
- 岩崎加根子
- 大塚道子
- 河内桃子
- 小笠原良知
- 高橋昌也
- 中野誠也
- 原田清人
- 日下由美
- 増田葉子
- 安達美加（子役）

## 主題歌
- 「人生いろいろ」

作詞:中山大三郎/作曲:浜口庫之助/編曲:竜崎孝路/歌:島倉千代子（コロムビアレコード）

## スタッフ
- 脚本 - 佐藤繁子（現・松平繁子）
- 音楽 - 橋場清
- 演出 - 小野田嘉幹
- 製作 - 松竹株式会社・TBS